# Islands (Hongkong)
Islands (chiń. upr. 离岛区; chiń. trad. 離島區; pinyin Lídǎo qū) – jedna z 18 dzielnic Specjalnego Regionu Administracyjnego Hongkong Chińskiej Republiki Ludowej.
Dzielnica położona w regionie Nowe Terytoria. Dzielnica składa się z około 20 dużych wysp oraz wielu mniejszych, położonych na południe i południowy wschód od największej wyspy – Lantau.
Islands ma powierzchnię około 175 km², co stanowi 16% całego obszaru regionu administracyjnego Hongkongu. Liczba ludności wynosi 137 tys., czyli zaledwie 1,9% całej populacji. Jest to najniższa gęstość zaludnienia, która wynosi około 780 os./km².
Na północy wyspy Lantau, w okolicach portu lotniczego Hongkong znajduje się miasto nowej generacji Tung Chung, natomiast na wschodzie wyspy znajduje się obszar prywatnych nieruchomości zlokalizowanych wokół zatoki Discovery.
Regiony o największej liczbie ludności to: Mui Wo i Tai O na wyspie Lantau oraz Cheung Chau, Nanya Dao i Peng Chau.

## Regiony i wyspy należące do dzielnicy
- Lantau (największa wyspa w dzielnicy) pow. 147,16 km²
  - Zatoka Discovery
  - Mui Wo
  - Tai O
  - Tung Chung
- Nanya Dao 13,74 km²
- Chek Lap Kok (znajduje się na niej międzynarodowy port lotniczy Hongkong) 12,7 km²
- Wyspa Po Toi 3,69 km²
- Cheung Chau 2,45 km²
- Hei Ling Chau 1,93 km²
- Wyspy Soko
  - Siu A Chau
  - Tai A Chau 1,2 km²
- Peng Chau 0,98 km²
- Kau Yi Chau
- Shek Kwu Chau

## Transport
Główne ciągi komunikacyjne:
- Północna droga szybkiego ruchu Lantau
- Port lotniczy Hongkong
- Linia Tung Chung
- Airport Express